# Agata Rymarowicz
Agata Rymarowicz (ur. 4 listopada 1965 w Baligrodzie) – polska piosenkarka, autorka tekstów i kompozytorka, wykonawczyni piosenki poetyckiej i ludowej. 

## Biografia
Pochodzi z Bieszczadów, na stałe mieszka w Krakowie. Studiowała w Wyższej Szkole Pedagogicznej w Rzeszowie i tam stawiała pierwsze kroki na scenach klubów studenckich. Dwukrotna finalistka Studenckiego Festiwalu Piosenki w Krakowie (1986, 1987), laureatka II nagrody na Ogólnopolskim Przeglądzie Piosenki Beskidzkiej w Rzeszowie (1988). W latach była 1988–1991 związana z folkowym zespołem Varsovia Manta. Przez wiele lat współpracowała  z Tadeuszem Krokiem. 

## Albumy muzyczne

### Wspólnie z Tadeuszem Krokiem
- Pierwszy raz – ostatni raz (1994),
- Największa miłość – najcięższy grzech (2001),
- Pogoda na pogodzenie (2008).

### Solowe
- Hej lelija (2012) zawierająca utwory autorskie oraz świąteczne pieśni staropolskie i rusińskie.
- Pamiątki (2013) – na tej płycie, obok piosenek poetyckich, znalazły się rusińskie piosenki ludowe – łemkowskie i bojkowskie.
- Pod powieką (2018) – z utworami autorskimi oraz ludowymi pieśniami górali Karpat Wschodnich.